# جان بریفورد
جان بریفورد (انگلیسی: John Brayford؛ زادهٔ ۲۹ دسامبر ۱۹۸۷) بازیکن فوتبال اهل بریتانیا است.
از باشگاه‌هایی که در آن بازی کرده‌است می‌توان به باشگاه فوتبال برتون آلبیون، باشگاه فوتبال دربی کانتی، باشگاه فوتبال کرو آلکساندرا، باشگاه فوتبال شفیلد یونایتد، و باشگاه فوتبال کاردیف سیتی اشاره کرد.
وی همچنین در تیم ملی فوتبال England C بازی کرده‌است.